# Veloce Racing
Veloce Racing es un equipo británico de automovilismo fundado por Jean-Éric Vergne, Adrian Newey y Rupert Svendsen-Cook que compite en el campeonato de carreras todoterreno totalmente eléctrico Extreme E y en la serie de monoplazas W Series (exclusivamente para mujeres).

## Extreme E
Veloce se unió a Extreme E para su temporada inaugural en 2021, anunciando a la campeona de la temporada 2019 de la W Series Jamie Chadwick y al expiloto de F1 y WRC Stéphane Sarrazin como su alineación. El equipo, compitiendo con el apoyo técnico de ART Grand Prix, ganó su primer podio en la serie en el Ocean X-Prix 2021.

## W Series
Veloce se unió a la Serie W para su segunda temporada en 2021, con la vigente campeona Jamie Chadwick y la novata Bruna Tomaselli como su alineación inaugural de pilotos. En la segunda ronda de la temporada en el Red Bull Ring, Chadwick consiguió la primera pole position, el podio y la victoria del equipo en la Serie W, superando a Beitske Visser por una décima de segundo en la clasificación, y consiguiendo una victoria contundente durante la carrera. Antes de la ronda 3 en el circuito de Silverstone, Veloce anunció a Mariella Bailey como directora del equipo de la Serie W del equipo.

## Resultados

### Extrema E
| Resultados extremos de E | Resultados extremos de E | Resultados extremos de E         | Resultados extremos de E | Resultados extremos de E | Resultados extremos de E | Resultados extremos de E | Resultados extremos de E | Resultados extremos de E | Resultados extremos de E |
| Año                      | Coche                    | Pilotos                          | Carreras                 | Victorias                | Poles                    | Podios                   | Clasificación            | Puntos                   |                          |
| ------------------------ | ------------------------ | -------------------------------- | ------------------------ | ------------------------ | ------------------------ | ------------------------ | ------------------------ | ------------------------ | ------------------------ |
| 2021                     | Spark Odyssey 21         | Jamie Chadwick Stéphane Sarrazin | 2                        | 0                        | 0                        | 1                        | 8.º *                    | 31 *                     |                          |

* Temporada aún en curso

### Serie W
| 2021    | Tatuus F3 | Alfa Romeo T-318 | H |                 | SPI1 | SPI2 | SIL | BUD | SPA | ZAN | AUS | MEX |       |      |
| 2021    | Tatuus F3 | Alfa Romeo T-318 | H | Jamie Chadwick  | 6    | 1    | 3   | 1   | 2   |     |     |     | 1.º * | 91*  |
| 2021    | Tatuus F3 | Alfa Romeo T-318 | H | Bruna Tomaselli | 11   | 5    | 11  | 9   | 15  |     |     |     | 11.º* | 12 * |
| Fuente: |           |                  |   |                 |      |      |     |     |     |     |     |     |       |      |

* Temporada aún en curso